# 白斑狼逍遥蛛
白斑狼逍遥蛛（学名：Thanatus albomaculatus）为逍遥蛛科狼逍遥蛛属的动物。分布于俄罗斯以及中国大陆的内蒙古、黑龙江、辽宁、青海、甘肃等地。该物种的模式产地在俄罗斯。